# کتابخانه ویبورگ

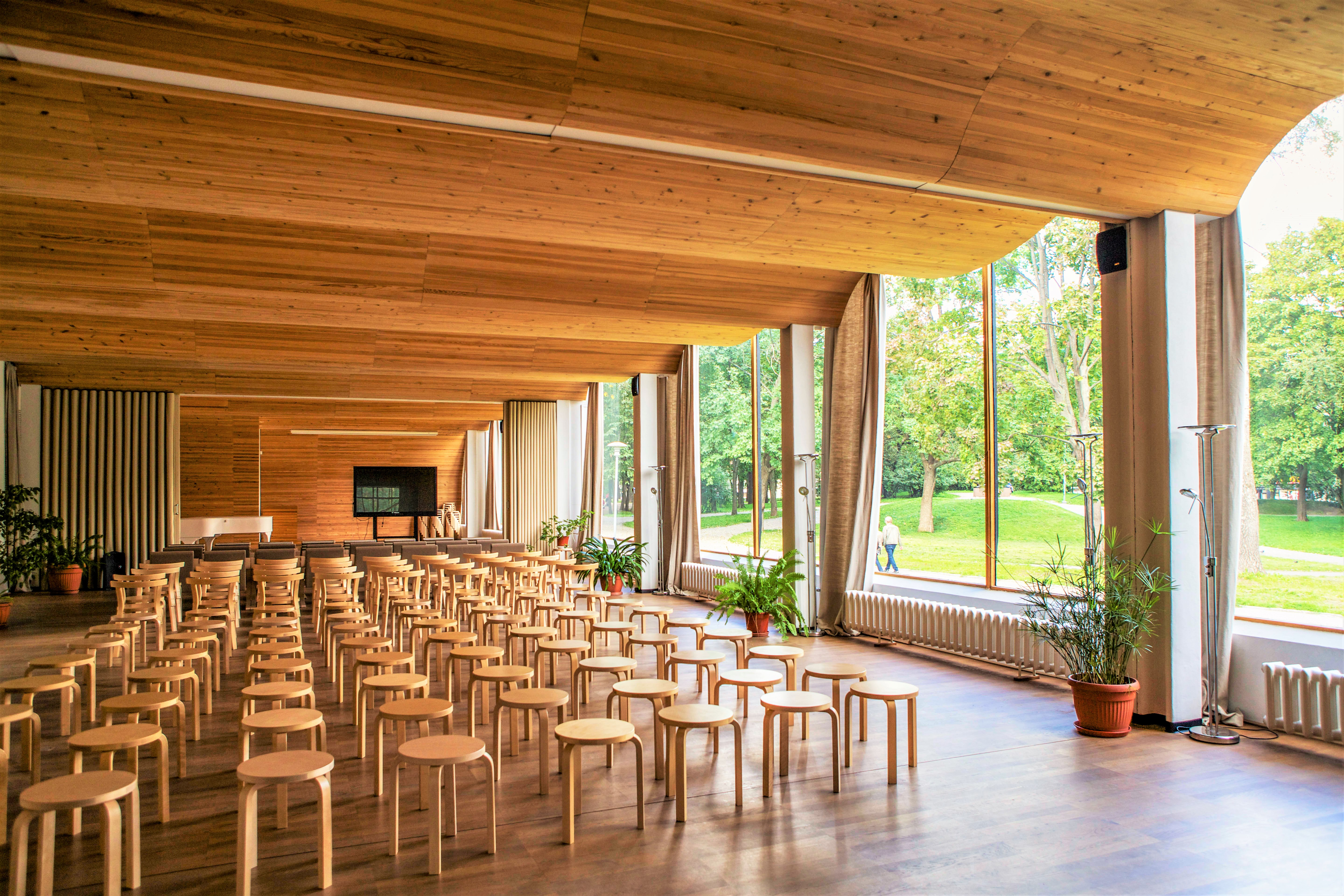

کتابخانه ویبورگ (فنلاندی: Viipurin kaupunginkirjasto) کتابخانه ای در شهر ویبورگ، روسیه، است که در زمان حاکمیت فنلاند (۱۹۱۸ تا ۱۹۴۰–۱۹۴۴) و قبل از اینکه شهر فنلاندی «ویپوری» به اتحاد جماهیر شوروی سوسیالیستی سابق ضمیمه شود، در این شهر ساخته شده‌است. «ویپوری» نامی به زبان فنلاندی بود که این نام توسط مقامات شوروی به ویبورگ تغییر یافت.